# Добриков Іван Андрійович
Іва́н Андрі́йович До́бриков (13 квітня 1914 — 29 жовтня 1943) — радянський військовик часів Другої світової війни, начальник штабу 1131-го стрілецького полку 337-ї стрілецької дивізії 40-ї армії, капітан. Герой Радянського Союзу (1944).

## Життєпис
Народився в селищі Чистякове, нині — місто Донецької області, в родині робітника. Росіянин. Закінчив 7 класів школи і один курс гірничого технікуму.
До лав РСЧА призваний 1936 року Бегаватським РВК Ташкентської області (Узбекистан). 1939 року закінчив курси молодших лейтенантів.
Учасник німецько-радянської війни з червня 1941 року. Воював на Західному, Північно-Західному, Південному, Закавказькому, Воронезькому та 1-му Українському фронтах. Тричі був поранений. Член ВКП(б) з 1942 року.
Особливо відзначився у боях на території України. Від часу прориву лінії оборони супротивника біля урочища Киросинщина 17 серпня 1943 року постійно перебував на передньому краї. Як помічник начальника штабу стрілецького полку з оперативної частини, вміло керував підрозділами полку. Коли командир 3-го стрілецького батальйону вибув зі строю, перебрав на себе командування батальйоном, обхідним маневром зайняв село Петрівське і станцію Боромля. У подальшому, організувавши переслідування супротивника, зайняв село Стеблянки і Довжик де, знищивши близько роти ворога, захопив продовольчий склад і полонив 7 солдатів супротивника.
У бою за місто Гадяч (Полтавська область) керував зведеною групою полку. Під щільним кулеметно-мінометним вогнем супротивника форсував річку Псел і, вміло ведучи вуличні бої, 12 вересня оволодів містом.
В районі села Жорнокльови (Черкаська область) капітан І. А. Добриков з ротою автоматників і однією стрілецькою ротою вміло обійшов супротивника і рішучим ударом у фланг розгромив до батальйона 10-ї моторизованої дивізії, знищивши при цьому 8 автомашин і низку іншої техніки. Захоплено штабну автівку з усіма оперативними документами штабу 10-ї мотодивізії, 7 автомашин, 7 мотоциклів і полонені. Особисто капітан Добриков знищив обслугу ворожого кулемета і полонив німецького офіцера.
Форсувавши річку Дніпро разом зі стрілецьким батальйоном, в запеклому бою вибив супротивника з височин 244.5 та 196.4 і, продовжуючи переслідувати супротивника, вийшов на рубіж села Колесище.
Загинув 29 жовтня 1943 року. Похований у селі Кірань Миронівського району Київської області, за іншими даними — в селі Лецьки Переяслав-Хмельницького району.

## Нагороди
Указом Президії Верховної Ради СРСР від 10 січня 1944 року «за зразкове виконання бойових завдань командування на фронті боротьби з німецькими загарбниками та виявлені при цьому відвагу і героїзм», капітанові Добрикову Івану Андрійовичу присвоєне звання Героя Радянського Союзу (посмертно).
Нагороджений орденами Леніна (10.01.1944), Червоного Прапора (25.09.1943), Вітчизняної війни 1-го ступеня (24.10.1943).